# Miguel Ángel Asturias
Miguel Ángel Asturias Rosales (Città del Guatemala, 19 ottobre 1899 – Madrid, 9 giugno 1974) è stato uno scrittore, poeta, drammaturgo, diplomatico e giornalista guatemalteco.
(da Guatemala, 1954, traduzione di Giuseppe Bellini)

## Biografia
Quando il Guatemala è governato da un anno dal dittatore Manuel Estrada Cabrera, Miguel Ángel nasce dall'avvocato Ernesto e dall'insegnante Maria Rosales, noti per le loro opinioni politiche liberali. La famiglia Asturias, proprio a causa della sua opposizione al regime, si trasferisce nel 1903 a Salamá, capoluogo di Baja Verapaz, una regione isolata dove gli Asturias pensano, ospiti nella casa del patrigno di Maria, di poter vivere con maggiore tranquillità. Il bambino cresce nel piccolo e poverissimo paese, dove sono vive tradizioni e riti di un antico mondo rurale, e vi frequenta le prime classi elementari.
Nel 1908 gli Asturias tornano nella capitale: Miguel Ángel vi compie gli studi secondari; conosce il grande poeta Rubén Darío e nel 1916 si iscrive alla facoltà di Medicina che lascia due anni dopo per iscriversi alla facoltà di Legge. Comincia a occuparsi di politica, collaborando alla rivista di opposizione El Estudiante e pubblica i primi versi nel 1918.
Il 15 aprile 1920 cade Cabrera, sostituito da un governo democratico che ha tuttavia vita breve: dopo un anno va al potere una giunta militare. Asturias, che con altri ha fondato la Asociación de Estudiantes Unionistas, è delegato al I Congresso Internazionale degli Studenti che si tiene nel 1921 a Città del Messico; la conoscenza di Ramón María del Valle-Inclán è forse decisiva per i suoi interessi letterari. Nel 1922 pubblica il suo primo scritto importante, El tóque de animas, e comincia a raccogliere, presso le famiglie indias, documenti e testimonianze per la sua tesi di laurea, El problema social del indio; partecipa alla fondazione di una Università popolare, libera e gratuita, dove tiene lezioni,  scrive nella rivista Tiempos Nuevos e si laurea in legge nel dicembre 1923.

### L'esperienza parigina
Appena laureato, parte per Londra con José Antonio Encinas, senatore peruviano esiliato, per frequentare corsi di perfezionamento in economia e in sociologia ma sembra interessarsi maggiormente alle collezioni di arte maya del British Museum. Così parte per Parigi il 12 luglio 1924 e frequenta le conferenze sulla civiltà maya tenute nel Collège de France e i corsi universitari della Sorbona sulle religioni centro - americane tenuti da Georges Raynaud, traduttore del libro sacro degli indios quiché, il Popol Vuh, che lo stesso Asturias tradurrà, unitamente agli Anales de los Xahil, dal francese in spagnolo insieme con il messicano José - Maria González de Mendoza. Dirà poi che queste traduzioni "non furono solo ricerche di interpretazione testuale o esercizi culturali, ma un bisogno vitale...per ricordare e ritrovare in me stesso le sparse membra di quel grande Impero maya che Arnold Toynbee avrebbe chiamato la Grecia d'America".
Collabora a quotidiani messicani e al guatemalteco El Imparcial e visita l'Italia come membro dell'Associazione della Stampa Latina.
A Parigi ha modo di conoscere artisti e intellettuali europei come Luigi Pirandello, Georges Braque, Thomas Mann, Pablo Picasso e James Joyce ma frequenta soprattutto i surrealisti Tristan Tzara, André Breton e Louis Aragon che influiranno sulla sua produzione letteraria, anche se Asturias preciserà di credere che il surrealismo francese sia "molto intellettuale, mentre nei miei libri il surrealismo acquista un carattere completamente magico, completamente differente. Non è un atteggiamento intellettuale, ma un atteggiamento esistenziale. È l'atteggiamento dell'indio che, con una mentalità primitiva e infantile, mescola la realtà e l'immaginazione, la realtà e il sogno. Del resto, il Guatemala è un paese surrealista". Nel 1927 pubblica la traduzione del Popol Vuh col titolo di Los dioses, los héroes y los hombres de Guatemala Antigua o El libro del Consejo, Popol Vuh de los indios quichés.
Nel 1928 partecipa al congresso dell'Associazione della Stampa Latina tenuto a L'Avana; tiene conferenze in Guatemala che, raccolte in volume, pubblicherà a Parigi col titolo di La arquitectura de la vida nueva. Traduce, ancora con González de Mendoza, la versione francese degli Anales de los Xahil e viaggia ancora, come corrispondente di giornali latinoamericani, in Italia, Grecia, Egitto, Palestina e Spagna, dove pubblica, a Madrid, nel 1930, le Leyendas de Guatemala.

### Leyendas de Guatemala
Dedicate A mi madre que me contaba cuentos, tradotte nel 1931 in francese e insignite del premio Silla Monsegur, come miglior libro latinoamericano pubblicato in Francia le Leggende - in Italia saranno edite solo nel 1973 - sono cinque brevi racconti, cui furono aggiunti altri due nella seconda edizione del 1948, definite da Paul Valéry un sogno delirante, "storie - sogni - poemi dove si confondono bizzarramente credenze, racconti e costumi di tutti i tempi di un popolo composito, tutti i prodotti inebrianti di una terra possente e convulsa" nella quale forze vitali "sono ancora minacciose e feconde, pronte a creare fra i due Oceani, a colpi di catastrofi, nuove combinazioni e nuovi temi di esistenza".

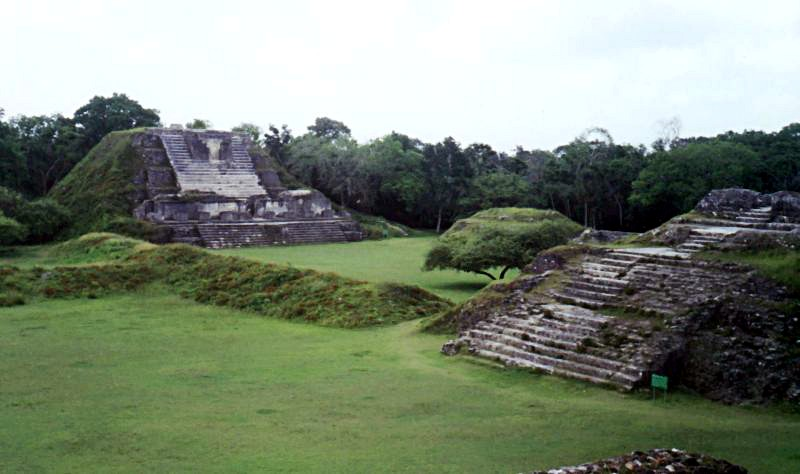
Rovine maya nel Belize

Lo stesso Valery consiglia ad Asturias di tornare a vivere in Guatemala: "Non deve rimanere qui. Le assicuro che Lei scrive cose a cui noi europei non pensiamo minimamente. Lei viene da un mondo in formazione, anche Lei è uno scrittore in formazione, il Suo spirito è in effervescenza come la terra, i vulcani, la natura. Lei deve tornare subito laggiù, affinché tutto questo non vada perduto, altrimenti a Parigi rischierà di diventare un semplice imitatore, uno scrittore senza nessuna importanza".
Le Leggende sono in definitiva la rivendicazione della dignità morale e spirituale del popolo indio, che Asturias esprime con un complesso apparato lessicale, in cui è ricorrente l'uso del parallelismo, dell'onomatopea, dell'allitterazione, che a volte insiste nell'espressione di immagini di un surrealismo barocco: "Il respiro degli alberi allontana le montagne, dove la strada ondeggia come filo di fumo. Scende la notte, galleggiano aranci...Quaderno di vecchie stampe, rilegato in pietra con pagine di foglie d'oro indiano, di pergamene spagnole e di carta repubblicana! Cofano che rinserra le figure gelate di una chimera morta, l'oro delle miniere e il tesoro dei capelli bianchi della luna incastonati in anelli d'argento...I fantasmi sono le parole dell'eternità. Il Cuculo dei sogni fila le sue favole".

### In Guatemala
E Miguel Ángel torna in effetti in Guatemala nel 1933; pubblica poesie, prepara un romanzo e si occupa di giornalismo; al governo del paese siede dal 1931 l'ennesimo dittatore, Jorge Ubico y Castañeda.
Nel 1934 viene nominato professore di Letteratura nella Scuola di Diritto e fonda il quotidiano Éxito che viene soppresso l'anno dopo, e allora collabora alla rivista El Liberal Progresista. Pubblica la "fantomina" Émulo Lipolidón dedicata ai suoi amici che risiedono in Europa, Alfonso Reyes, Rafael Alberti, Mariano Brull, Arturo Uslar Pietri, Luis Cardoza y Aragón, il traduttore francese delle sue Leyendas Francis de Miomandre, il poeta cubano Alejo Carpentier, Georges Pillement e Eugène Jolas. Nel 1936, iniziata la guerra civile spagnola, Asturias appoggia i repubblicani. L'anno successivo, è licenziato dalla rivista El Liberal Progresista e Asturias inventa nel giugno del 1938, con Francisco Soler y Pérez El Diario del Aire, un giornale parlato, trasmesso per mezz'ora, due volte alla settimana, alla Radio nazionale fino alla sua soppressione nel 1944, col quale cerca di perseguire "una sottile opera disgregatrice del regime".
Sposa nel 1939 Clemencia Amado: nello stesso anno nasce il figlio Rodrigo e muore suo padre. Negli anni della Seconda guerra mondiale, conosce Pablo Neruda, pubblica la fantomina Alclasán, nasce, nel 1941, il secondo figlio Miguel Ángel e l'anno dopo è eletto deputato al Parlamento. Ricorda la Francia occupata con il Canto a Francia e con Anoche, 10 de marzo de 1543, onora i quattrocento anni della fondazione del Guatemala.
Nel marzo 1945 viene democraticamente eletto presidente Juan José Arévalo Bermejo che nomina lo scrittore addetto culturale dell'ambasciata del Guatemala in Messico e qui, a Città del Messico, Asturias pubblica nel 1946 il romanzo El Señor Presidente

### El Señor Presidente

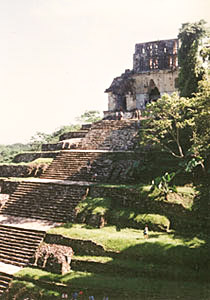
Il Tempio delle Iscrizioni a Palenque, Messico

Asturias spedì il manoscritto del romanzo, iniziato in Guatemala nel dicembre 1922 e terminato a Parigi l'8 dicembre 1932, a Città del Messico, lasciando una copia in Francia. Questa precauzione era causata dalla presenza della dittatura nel suo paese: il romanzo è in effetti un atto d'accusa non solo contro il dittatore Cabrera, che non viene del resto mai nominato, come non viene citato alcun luogo e né si accenna a un tempo preciso; esso è un'accusa che si rivolge contro tutte le dittature che dominano tanti paesi latinoamericani: è il romanzo della dittatura e perciò è anche il romanzo della corruzione, del traviamento delle coscienze, del tradimento, della viltà, del terrore e dell'oppressione.
La figura del dittatore non è il personaggio centrale né ha importanza in sé stesso l'intreccio della vicenda dell'amore di Camila e Visodangelo: tutto il libro è percorso da un'atmosfera brutale e ossessiva di paura e di violenza, proiezione del sadismo di un avvocato fallito che, raggiunto il potere, si vendica dell'antico disprezzo dei suoi concittadini. Quando finalmente il dittatore appare nella scena, si svela una pura maschera, un essere disanimato e inespressivo, lugubre e piatto.
La pubblicazione del romanzo suscita una grande eco e non solo nell'America latina; il premio Nobel dell'anno precedente, Gabriela Mistral, lo considera un "romanzo unico, impareggiabile, irripetibile, scritto con la facilità del respiro e del fluire del sangue nel corpo. Questa misteriosa Guatemala dell'indio puro e per di più integro porta alla nostra ipocrisia (che alcuni chiamano patriottismo) quest'opera fondamentale che non tramonterà: è un farmaco, quasi un lavacro".

### Hombres de maíz
Divorziato dalla moglie, alla fine del 1947 Asturias è prima addetto culturale all'ambasciata guatemalteca in Argentina e due anni dopo ambasciatore. A Buenos Aires pubblica nel 1949 Sien de alondra (Tempia d'allodola), una raccolta di poesie scritte fra il 1918 e il 1948 e il romanzo Hombres de maíz (Uomini di mais, Rizzoli 1967).
Secondo la mitologia maya descritta nel Popol Vuh, gli uomini e le donne furono creati dagli antenati divini Tepeu e Gucumatz, con le "pannocchie di mais giallo e le pannocchie di mais bianco...e questo è quel che entrò nella carne dell'uomo creato, dell'uomo fatto...ed essi furono pieni di gioia, perché avevano scoperto una bella terra, piena di cose piacevoli...". Il mais ha dunque, nella coscienza dell'indio, un carattere sacro, perché il suo nutrimento riproduce la creazione degli antenati e pertanto la sua coltivazione non può assumere una finalità speculativa.
Hombres de maíz è la rappresentazione del conflitto fra gli indios, gli uomini di mais, e i  maiceros, i coltivatori di mais, che tagliano e bruciano gli alberi per ottenere campi dove seminare il mais e "far commercio dei raccolti. Simili a uomini che impregnassero le mogli per far commercio della carne dei loro figli sono i coltivatori di mais, che seminano non per alimentarsi e mantenere le loro famiglie, ma avidamente, per alzare la testa da arricchiti! Ma la miseria li perseguita, vestono i cenci della foglia strappata dal vento dell'empietà e le loro mani sono come gamberi neri macchiati di tigna, come i gamberi che a furia di stare nelle sacre grotte, vanno diventando bianchi". I maiceros inserendosi nel rapporto spontaneo fra la terra - la madre - e il mais, privano gli indios - uomini di mais - delle loro radici vitali, del senso della loro esistenza, della loro cultura e della loro identità.
Nel romanzo, considerato generalmente il capolavoro dello scrittore, si esprime pienamente il realismo magico di Asturias, una prosa poetica di estrosa e sorprendente fantasia che "rileva un po' del sogno come lo concepivano i surrealisti e i maya nei loro libri sacri. Tutta la mia opera si sviluppa fra queste due realtà: una sociale, politica, popolare, con personaggi che parlano come parla il popolo guatemalteco; l'altra immaginativa, che li racchiude in una sorta di atmosfera e di paesaggio di sogno".

### Il ciclo bananero
Nel 1950 sposa a Montevideo l'argentina Blanca Mora y Araujo e pubblica in Guatemala Viento fuerte (Vento forte, Rizzoli 1965), il primo romanzo del cosiddetto ciclo bananero.

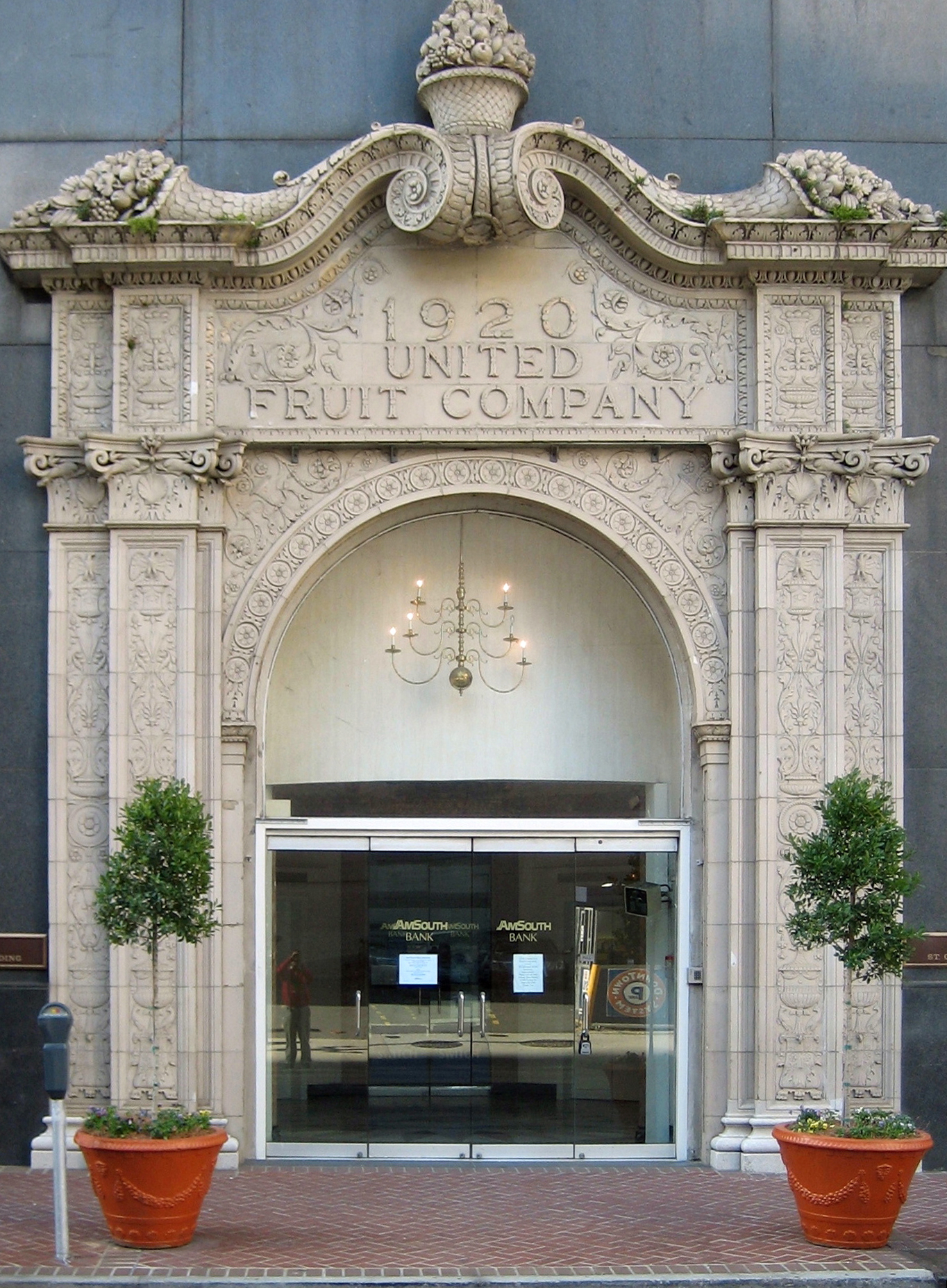
La sede della United Fruit Company a New Orleans

Il nucleo narrativo risiede nella lotta tra una Compagnia nordamericana proprietaria di "file e file di banani. Da tutte le parti, in tutte le direzioni...grandi e immense macchie verdi verso l'infinità del mare", e i piccoli proprietari indigeni, aiutati anche da un gringo, che pure è azionista della Compagnia. L'indio Hermenegildo Puac giunge a offrire la propria vita allo stregone Chamá Rito Perraj purché questi scateni un vento forte "sempre più forte e più basso, che sradicasse i banani della Tropicale, che glieli strappasse per sempre. Il vento che addenta la terra, sudicio, travolgente, dal sapore di sale, che butta tutto all'aria, anche i morti sotterrati...l'ora dell'uomo sarà il vento forte che alzerà la sua voce imperiosa dalle viscere stessa della terra e ci spazzerà via tutti...sarà la rivincita di questa gente operosa, umile, paziente e sfruttata".
Nel 1951 viene eletto presidente del Guatemala il colonnello progressista Jacobo Arbenz Guzmán, che vara il 17 giugno 1952 un'importante legge agraria che prevede l'espropriazione delle terre che non siano direttamente coltivate dai proprietari e la loro distribuzione ai contadini poveri; in questo modo al trust nordamericano United Fruit vengono sottratti centomila ettari di terra guatemalteca. Asturias, che intanto pubblica il secondo romanzo del ciclo, El Papa Verde, nominato consigliere d'ambasciata a Parigi, appoggia il presidente e la sua riforma ponendosi come l'intellettuale più rappresentativo del paese e il difensore delle esigenze degli indios e dei diseredati. È invitato anche in Bolivia dal nuovo presidente progressista Víctor Paz Estenssoro.
Il Papa Verde narra dell'ascesa alla presidenza della Compagnia Tropical Platanera del nordamericano Maker Thompson: "è la sintesi di parecchi dirigenti di grandi compagnie che ho avuto modo di conoscere nell'America centrale. La sua psicologia è quella dell'uomo brutale, del dittatore economico messo a capo di un trust di frutta".

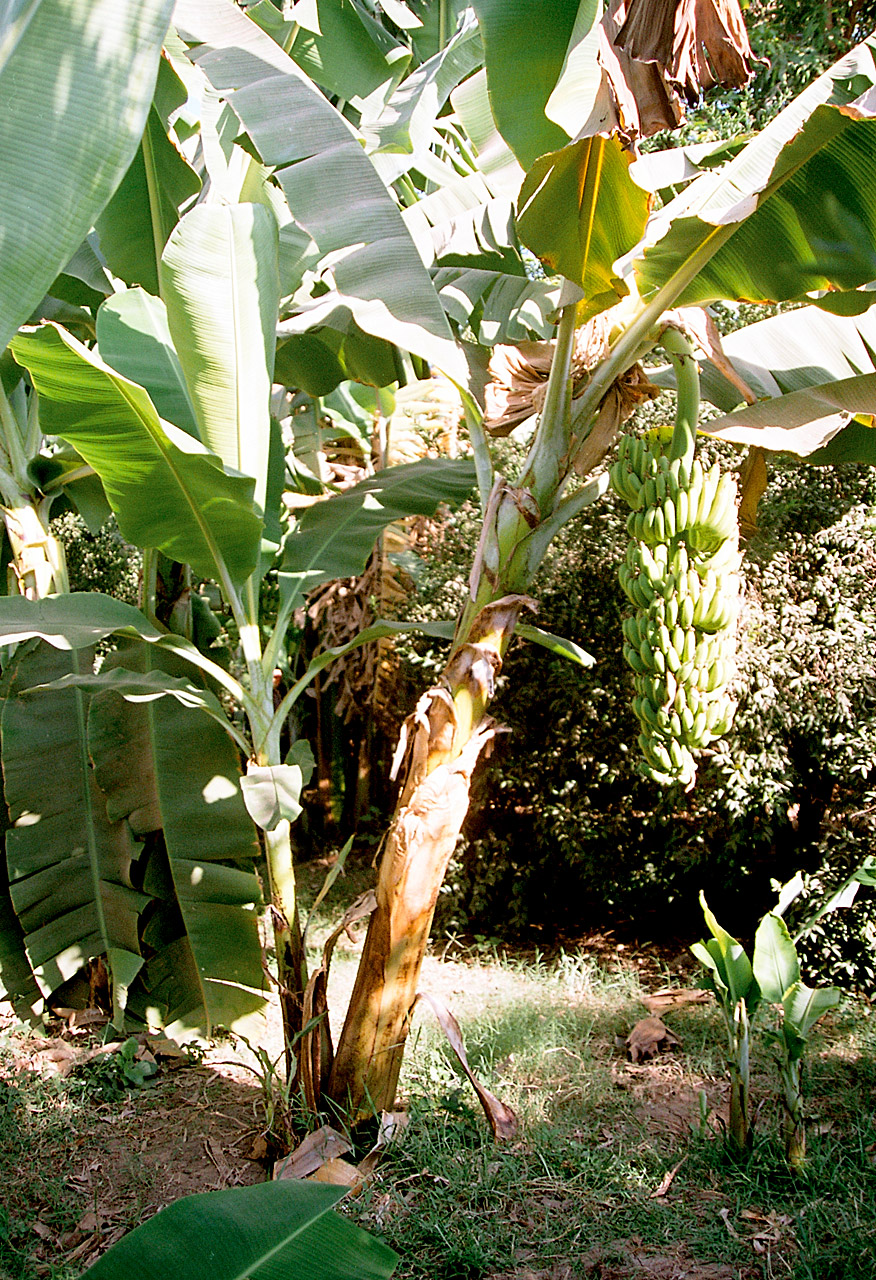
Un bananeto

Partito nel gennaio 1953 per Parigi, vi resta solo sette mesi perché riceve la nomina di ambasciatore in El Salvador, incarico politicamente delicato in quel frangente, essendo confinante col Guatemala e soggetto all'influenza degli Stati Uniti che si oppongono alle riforme di Arbenz Guzmán: nel febbraio 1954 gli Stati Uniti, alla decima riunione dell'OAS, l'Organizzazione degli Stati Americani, tenuta a Caracas, in cui lo scrittore è a capo della delegazione guatemalteca, fanno approvare - con il solo voto contrario del Guatemala - una mozione in cui si denuncia il pericolo comunista nel continente americano. Il destino di Arbenz Guzmán e della sua riforma è segnato: gli Stati Uniti hanno già organizzato il rovesciamento del suo governo.
Il 17 giugno le truppe del colonnello Carlos Castillo Armas, radunate in Nicaragua, passano attraverso l'Honduras in Guatemala e instaurano la dittatura; Asturias, privato della cittadinanza, si trasferisce a Buenos Aires dove nel 1956 pubblica Week - end in Guatemala, una serie di otto racconti appassionati e violenti. Ma la trilogia bananera si conclude propriamente con il romanzo Los ojos de los interrados (Gli occhi dei sepolti) - tradotto in italiano col titolo Gli occhi che non si chiudono (Rizzoli 1968) - iniziato nel 1952, viene terminato nel 1959 e pubblicato a Buenos Aires nel 1960.
Narra della lotta di tutto un popolo, questa volta senza distinzione di classi, contro la dittatura e il dominio economico della Compagnia bananiera, l'esistenza di quella essendo la giustificazione della soffocante strapotenza economica di questa. "Gli occhi dei sepolti" - dice lo stesso Asturias - "sono quelli degli indios decimati dallo sfruttamento inumano delle grandi compagnie nordamericane. Pur essendo morti, continuano però a contemplare le verdi prigioni delle piantagioni dove i vivi continuano la loro esistenza. Alla fine del mio libro, quando gli indios che si erano ribellati trionfano, gli occhi dei sepolti finalmente si chiudono e per la loro razza comincia un'alba di giustizia". È il romanzo della speranza e della fede che si proiettano oltre il presente dominato dalle forze del male.

### L'esilio

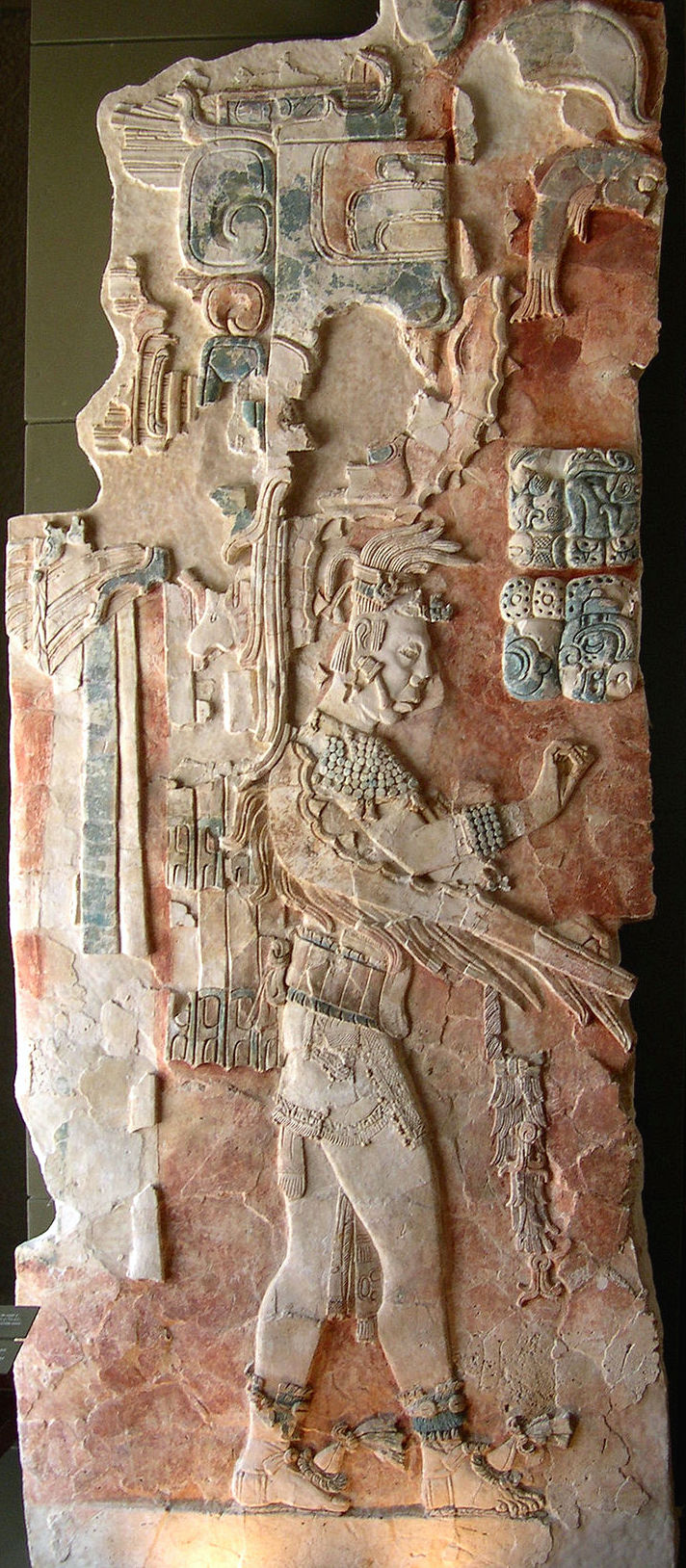
Rilievo maya

Nel gennaio 1960 è a Cuba per assistere alla celebrazione del primo anniversario della rivoluzione castrista e l'anno successivo, pubblica il nuovo romanzo El Alhajadito, (Il piccolo ingioiellato) - edito in Italia col titolo La pozza del mendico - che aveva iniziato già nel 1927. Il romanzo è un ritorno al mondo fantastico delle Leyendas. Nella pozza, un tempo un lago, un antenato del bambino protagonista del romanzo scomparve, dopo essere impazzito per amore ed essersi dato alla mendicità. È un racconto della memoria, in cui certamente confluiscono reali ricordi d'infanzia dello scrittore, trasfigurati nella consueta atmosfera magica.
Caduto il presidente argentino Arturo Frondizi nel 1962, Asturias viene imprigionato dalla dittatura per alcuni giorni a Buenos Aires: rilasciato, va in Francia e in Italia. Nel 1963, a Buenos Aires esce il romanzo Mulata de tal, (Mulatta senzanome) e, due anni dopo, a Parigi, il poema Clarivigilia primaveral, composto a Genova dal 1963 al 1964.
Anche nella Mulata de Tal - simbolo della luna - domina la fantasia mitizzante dello scrittore che mescola le tradizioni e le credenze del popolo del Guatemala, destinate a una lenta scomparsa: di qui anche un tono di elegia ma insieme i toni accesi in cui angeli e demoni, maghi, giganti e animali mostruosi, si succedono in una sfrenata sarabanda di episodi; nella lotta fra Cashtoc, il diavolo maya, che vuole distruggere gli uomini perché hanno tagliato le loro radici dalla terra e dall'ordine universale, e Candanga, il diavolo cristiano, che cerca di distruggere l'anima degli uomini insinuando in loro il peccato, si raffigura l'antica lotta fra indigeni e conquistatori nella quale l'uomo sarà comunque una vittima.
Tiene conferenze tanto in Italia, a Venezia, Napoli, Milano, Roma, Genova e Cagliari, e poi in Svezia, a Göteborg, Uppsala, Stoccolma; insieme con Pablo Neruda, viaggia in Ungheria.
Nel 1966 ottiene il Premio Lenin per la pace, che riceve a Mosca; in Guatemala, in libere elezioni, è eletto presidente Julio César Méndez Montenegro: Asturias torna nel suo paese e viene nominato ambasciatore in Francia.

### Premio Nobel
Nel 1967, inaugura mostre di arte maya tenute in diversi paesi europei; in settembre pubblica il nuovo romanzo El espejo de Lida Sal (Lo specchio di Lida Sal), un ritorno ai temi leggendari guatemaltechi. Il 19 ottobre è insignito del premio Nobel della Letteratura che riceve a dicembre, a Stoccolma, dalle mani del re Gustavo VI Adolfo di Svezia.

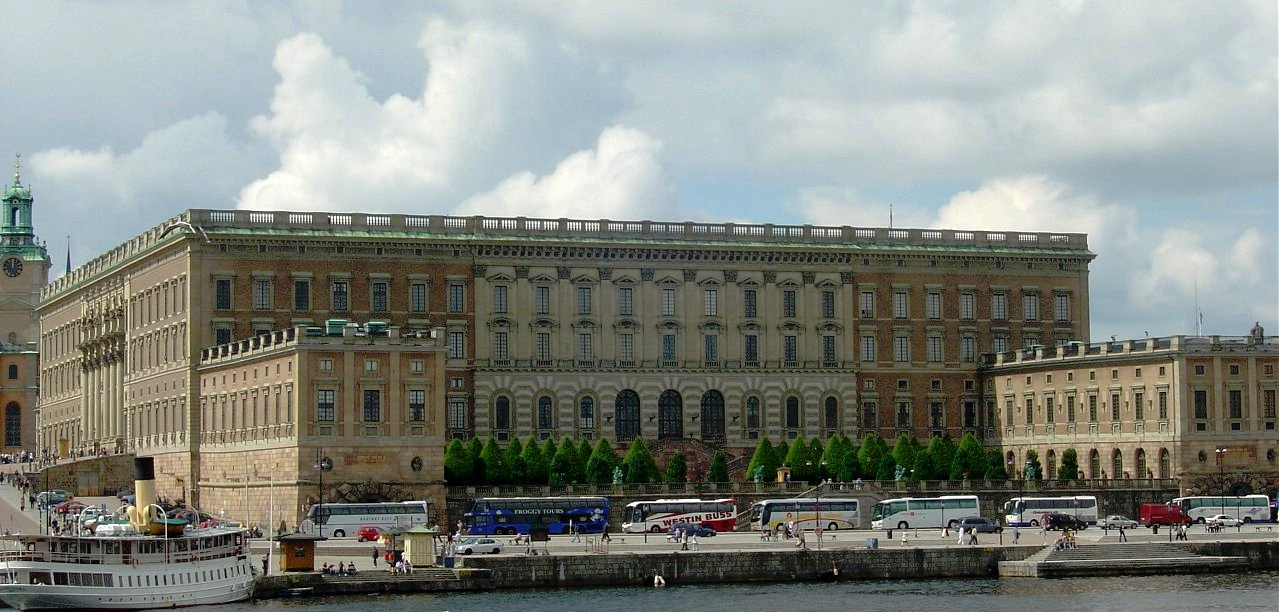
Il Palazzo Reale di Stoccolma

In Guatemala nel 1968, è nominato dalle comunità indias "figlio unigenito di Tecún Umán". In Spagna presiede il Festival del cinema di San Sebastián; in Colombia riceve la Gran Cruz de San Carlos ed è presidente del Festival del Teatro Universitario Latinoamericano.
L'anno dopo è invitato in Senegal dal presidente, il poeta Léopold Sédar Senghor. A Buenos Aires pubblica il nuovo romanzo Maladrón, - "Il Ladrone", nella traduzione italiana. Il cattivo ladrone morto in croce, chiamato Gestas degli indios, rifiutata la possibilità della vita eterna, riceve il culto degli indigeni in quanto "Signore della Morte senza Aldilà" e il suo culto si diffonde anche fra un gruppo di soldati spagnoli, al tempo della conquista. Il romanzo, come del resto avviene nella maggior parte dei romanzi di Asturias, si compone di vari quadri, occasioni narrative di carattere picaresco, inserite nel mondo magicamente ricreato dalla parola estrosa dello scrittore.
Nel 1970 presiede il Festival del cinema di Cannes e, a Nizza, è giurato della Festa internazionale del Libro. Alla fine del mandato presidenziale di Méndez Montenegro lo scrittore rinuncia all'incarico di ambasciatore ma continua a risiedere a Parigi. Al Festival del cinema di Venezia è proiettato il film, tratto dal suo romanzo, El señor Presidente, del regista Marcos Madanes, che però non lo soddisfa. Nel 1971 pubblica a Ginevra Tres de cuatro soles, una sorta di confessione lirica sulla creazione artistica.
Nel maggio del 1972 visita Israele e a giugno viene pubblicato in Buenos Aires l'ultimo romanzo, Viernes de dolores (Venerdì di dolori), dedicato agli studenti che lottano contro la dittatura. Nel 1973 incontra a Parigi l'ex presidente argentino Juan Domingo Perón; non può visitare, nel Cile del dittatore Augusto Pinochet, l'amico Pablo Neruda, gravemente malato, che muore quello stesso anno.
Nel maggio 1974 Asturias si ammala gravemente: ricoverato nell'Ospedale de la Concepción, a Madrid, muore il 9 giugno; la salma, secondo le sue volontà, è tumulata nel cimitero parigino del Père Lachaise, sormontata da una piccola stele maya, vicino alla tomba di Chopin.

## Opere
- El problema social del indio, 1923
- Arquitectura de la vida nueva, 1928
- Rayito de Estrella, 1929
- Leyendas de Guatemala, 1930,
- Emulo Lipolidón, 1935
- Sonetos, 1936
- Alclasán, 1940
- El señor Presidente, 1946; trad. it., Il Signor Presidente, Milano, 1958
- Sien de Alondra, 1949
- Hombres de maíz, 1949; trad. it., Uomini di mais, Milano, 1967
- "Trilogia bananera"
  - Viento fuerte, 1950; trad. it., Vento forte, Milano, 1965
  - El Papa Verde, 1954; trad. it., Il Papa Verde, Roma, 1959
  - Los ojos de los enterrados, 1960; trad. it., Gli occhi che non si chiudono, Milano, 1968
- Ejercicios poéticos en forma de soneto sobre temas de Horacio, 1951
- Carta Aérea a mis amigos de América, 1952
- Soluna, 1955; trad. it., Torino, 1968
- Week-end en Guatemala, 1956; trad. it., Week-end in Guatemala, Milano, 1964
- La Audencia de los Confines, 1957
- Nombre custodio e imagen pasajera, 1958
- Poesía precolombina, 1960
- El alhajadito, 1961; trad. it., La pozza del mendico, Roma, 1966
- Mulata de tal, 1963; trad. it., Mulatta senzanome, Milano, 1967
- Rumanía, su nueva imagen, 1964
- Sonetos de Italia, 1965
- Claravigilia primaveral, 1965; trad. it. Chiarivigilia di Primavera, Roma, 1969
- Parla el Gran Lengua, 1965; tra. it., Parla il «Gran Lengua», Parma, 1965
- El espejo de Lida Sal, 1967
- Latinoamérica y otros ensayos, 1968
- Maladrón, 1969; trad. it., Il ladrone, Milano, 1972
- Tres de cuatro soles, 1971
- Viernes de dolores, 1972
- América, fábula de fábulas, 1972
- Sociología guatemalteco, 1977
- Tres de cuatro soles, 1977